# Tasemnice bezbranná
Tasemnice bezbranná (Taenia saginata, 1782) je kosmopolitně rozšířený helmint z čeledi Taeniidae. Definitivním hostitelem je člověk, mezihostitelem skot. Dospělí jedinci se lokalizují v tenkém střevě člověka, kde se živí tráveninou. Člověk se nakazí pozřením nedostatečně tepelně upraveného hovězího masa s boubelemi. Jedná se o zoonózu. Hlavním preventivním opatřením před nákazou člověka je krom tepelné úpravy masa také veterinární prohlídka poráženého skotu, při které se nařezávají svaly na predilekčních místech (žvýkací sval, sval jazyka) a sleduje se přítomnost boubelů. Lékem volby proti T.  saginata je praziquantel.

## Morfologie

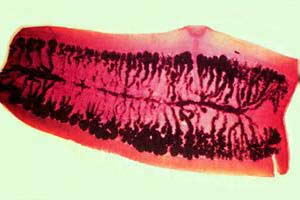
Proglotid (článek) tasemnice bezbranné

Tělo tasemnice se skládá ze skolexu (hlavičky) a vlastního těla tvořeného přibližně 1000–2000 proglotid (články). Na skolexu jsou čtyři přísavky a oproti Taenia solium zde chybí rostellum s háčky. Dosahuje délky nejčastěji 3–5 metrů, maximálně 12 metrů. Jeden článek (proglotid) je 0,5 cm široký a 1–2 cm dlouhý. Proglotidy procházejí určitým vývojem, přičemž proglotidy lokalizované blíže skolexu jsou nezralé, naopak na konci těla tasemnice jsou již články plně zralé s vajíčky. Každý článek představuje samostatnou reprodukční jednotku, jež obsahuje samčí a samičí pohlavní orgány (hermafrodité). Zralý článek obsahuje asi 50 000 – 80 000 vajíček. Děloha T. saginata se rozštěpuje do 12 až 32 větví, což je jeden z hlavních diagnostických znaků pro odlišení od T. solium. Podobně jako u ostatních tasemnic, T. saginata nemá vyvinuté střevo ani ústa, chybí tedy klasická trávicí soustava. Potravu přijímá povrchem těla přes tegument. Vajíčko měří 20–50 µm a obsahuje larvu zvanou onkosféra. Vajíčka všech zástupců rodu Taenia jsou morfologicky neodlišitelná. Larvální stádium, které se nachází v kosterní svalovině mezihostitele se označuje jako cysticerkus, nebo také boubel či uher. Morfologicky se jedná o oválný, měchýřkovitý útvar, transparentní až mléčné barvy, o velikosti 5–10 mm, vyplněný čirou tekutinou a obsahujicí jeden skolex. Po určitém období cysticerkus odumírá, vazivovatí a kalcifikuje.

## Vývojový cyklus

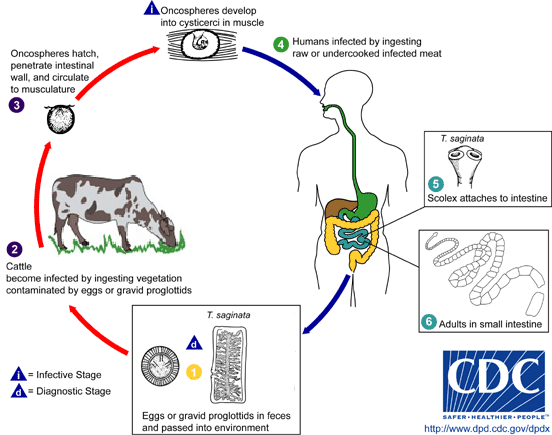
Vývojový cyklus Taenia saginata

Dospělé tasemnice žijí v tenkém střevě člověka. Zralé články s oplodněnými vajíčky se postupně oddělují od těla tasemnice a odcházejí samovolně nebo s výkaly do vnějšího prostředí. Vajíčka se uvolňují z dělohy článku již ve střevě nebo až ve vnějším prostředí z uschlého článku. Mezihostitel (skot) se nakazí pozřením vajíček nebo celých článků. V duodenu mezihostitele se larva uvolní z obalu vajíčka a penetruje stěnou střevní do krevního oběhu (případně lymfatického), kterým jsou onkosféry rozneseny do všech orgánů, především do svaloviny. Ve svalové tkáni se z ní zhruba za 10 týdnů vyvine boubel (cysticercus bovis). Cysticercus je složen z jednoho skolexu invaginovaného do měchýřku. Definitivní hostitel (člověk) se nakazí pozřením tepelně neupraveného hovězího masa (např. tatarský biftek, krvavý steak) s boubelemi. Ve střevě definitivního hostitele se skolex přichytí a vyvine se v dospělého jedince. Dospělá tasemnice může bez použití léčby žít ve střevě člověka řadu let, pravděpodobně až 20–25 let.
Celý vývojový cyklus a šíření parazita vždy úzce souvisí se zemědělským prostředím. Často jsou nakaženi právě pracovníci v zemědělství, kteří jsou následně zdrojem infekce pro skot. K přenosu dochází buď přímou fekální kontaminací krmiv a stájí skotu infikovanými jedinci, nebo nepřímou kontaminací pastvin a vody z lidských fekálií (např. hnojení, nedostatečné čištění odpadních vod). Vzhledem k obrovskému počtu vylučovaných vajíček produkovaných z jedné tasemnice, stačí jeden infikovaný člověk k zamoření celého chovu skotu.

## Fylogeneze a příbuzné druhy

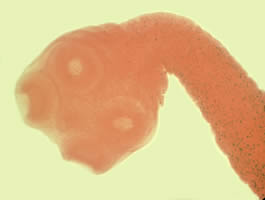
Scolex (hlavička) tasemnice bezbranné

Tasemnice bezbranná patří do významného rodu Taenia, jež zahrnuje ještě další dvě tasemnice parazitujicí u člověka a to je T. asiatica a T. solium. Dle posledních poznatků je T. saginata velmi blízká s druhem T. asiatica, který se vyskytuje v jihovýchodní Asii. Původně se řadila T. asiatica jako poddruh T. saginata, dnes se již považuje za samostatný sesterský druh. Zatímco T. saginata se vyskytuje po celém světě a její vývojový cyklus je vázán na přežvýkavé sudokopytníky, T. asiatica lze najít pouze v jižní a východní části Asie a mezihostitelem tohoto druhu je prase domácí či divoké, ale i další zvířecí druhy. Relativně více fylogeneticky vzdálená je tasemnice dlouhočlenná, jejímž mezihostitelem je opět prase. T. solium je však považována za nejnebezpečnější tasemnici pro člověka vůbec právě kvůli tomu, že způsobuje neurocysticerkózu člověka.
Vztah člověka a těchto tří druhů tasemnic sahá daleko do minulosti, ještě do období prvních předků lidí v Africe. Je také důkazem toho, že předchůdci lidí na Africkém kontinentě se živili masem. Domestikace skotu a prasat před 10000 lety však způsobila rozšíření tasemnic Taenia spp. do všech částí světa. Vajíčka tasemnic Taenia spp. byly identifikovány ve stolici lidí v období neolitu. Není však zřejmé, zda se jednalo o tasemnici bezbrannou či dlouhočlennou.

## Klinické příznaky a vliv na zdraví hostitele

### U člověka
Infekce tasemnicí bezbrannou probíhá nejčastěji bez příznaků nebo se může projevit bolestmi břicha, nevolností, slabostí, hubnutím, průjmem, zácpou či svěděním anu. Vzhledem k faktu, že tasemnice bezbranná nezpůsobuje cysticerkózu jako je tomu u příbuzné tasemnice dlouhočlenné, ani se nepřenáší mezi lidmi, nemá žádný významný vliv na veřejné zdraví.

### U skotu
Infekce skotu larválními stadii tasemnice bezbranné, označované jako bovinní cysticerkóza nebo také uhřivost skotu, probíhá zpravidla subklinicky. Nicméně, globálně má uhřivost skotu velký ekonomický dopad na produkci skotu, právě kvůli konfiskaci masa na jatkách. Celosvětově mohou dosahovat ztráty v důsledku bovinní cysticerkózy až 2 miliard US dolarů ročně.

## Epidemiologie
Tasemnice bezbranná se vyskytuje po celém světě. Nejvyšší prevalence je v rozvojových zemích. Mezi oblasti s nejvyšší prevalencí u lidí patří oblasti Centrální a Východní Afriky, země jako je Etiopie, Demokratická republika Kongo a Keňa. Hyperendemická oblast je také v Kavkazském regionu a státech bývalého Sovětského svazu ve Střední Asii. Z Evropských států je taenióza nejvíce rozšířená v oblastech kolem Středozemního moře. Například v některých částech Srbska a Černé Hory byla hlášena až 65% prevalence u dětí.
Na území ČR se výskyt taeniózy lidí i cysticerkózy skotu zhruba od 70. let 20. století stále snižuje. Zatímco v letech 1976–1985 záchyt uhřivosti v ČR nepřesahoval 2 %, v roce 2000 celorepublikový průměr uhřivosti skotu nebyl vyšší než 0,2 %. Za období 1983–1988 bylo v ČR nakaženo tasemnicí bezbrannou celkem 2 360 lidí, v letech 1992–1994 to bylo jen 315 případů. V roce 2011 bylo diagnostikováno v celé ČR 9 případů taeniózy lidí, v roce 2012 pouze 6 případů.

## Diagnostika

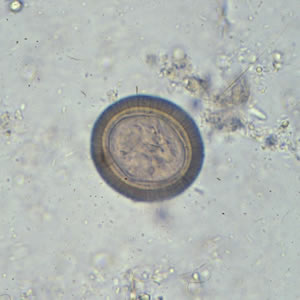
Typické vajíčko Taenia spp.

### U lidí
Na počátku vlastní diagnostiky se vychází z anamnestických údajů pacienta: např. nález článků ve stolici, nevolnost, průjem, pacient si je vědom konzumace tatarského bifteku, krvavého steaku atd. Mezi základní diagnostické metody patří výtěr z konečníku a koprologické metody, při nichž se detekuje přítomnost vajíček. Vajíčka tasemnice bezbranné, T. solium a T. asiatica jsou morfologicky neodlišitelná. V případě pozitivního nálezu vajíček Taenia spp. je nutno přistoupit k dalším metodám. Přesná druhová diagnostika taeniózy je nezbytná z důvodu vysoké nebezpečnosti T. solium (riziko neurocysticerkózy). V případě, že je k dispozici zralý proglotid uvolněný z pacienta, je možno rozlišit T. saginata a T. solium na základě počtu větví dělohy. V mnohých případech lze s jistotou určit o jaký druh se jedná. V případě, že počet větví se pohybuje mezi 11–16, je doporučováno potvrzení druhu tasemnice molekulárními (PCR, nebo PCR-RFLP) nebo enzymatickými metodami. Pro izolaci DNA a následnou PCR metodu lze použít vzorek trusu, proglotid či vajíčka. Mezi další používané metody patří Westernblot a ELISA. ELISA existuje ve třech typech: detekce antigenu ze séra, detekce specifických protilátek ze séra a detekce koproantigenu ze stolice.

### Cysticerkóza u skotu
Bovinní cysticerkóza se diagnostikuje nejčastěji až postmortálně na jatkách při veterinární prohlídce masa (Viz Kapitola Prevence). Při epidemiologickém screeningu u živých zvířat se používá ELISA. Podobně jako u lidí lze detekovat antigen či protilátky ze séra. Přestože se uvádí citlivost ELISA metod až 10× vyšší než při prohlídce na jatkách, senzitivita testu je nízká u slabých infekcí. Například sensitivita antigen-ELISA je až 100 % při 50 a více cysticercích v jatečném těle. Při nižším počtu cysticerků je však nižší než 50 %. Proto ELISA hraje větší roli spíš na úrovni chovů než při individuální diagnostice.

## Léčba
Lékem volby proti tasemnici bezbranné je praziquantel, dále se používá niklosamid. Přestože dle jedné studie může být i albendazol účinný při podání 400 mg po dobu 3 dnů, je doporučován spíše k terapii neurocysticerkózy. Světová zdravotnická organizace, jakož i další medicínská literatura, doporučují nejčastěji jednorázové podání praziquantelu v dávce 5–10 mg/kg. Pro potvrzení úspěšnosti léčby je nutné provést kontrolní vyšetření stolice po 1–3 měsících od aplikace.

## Prevence

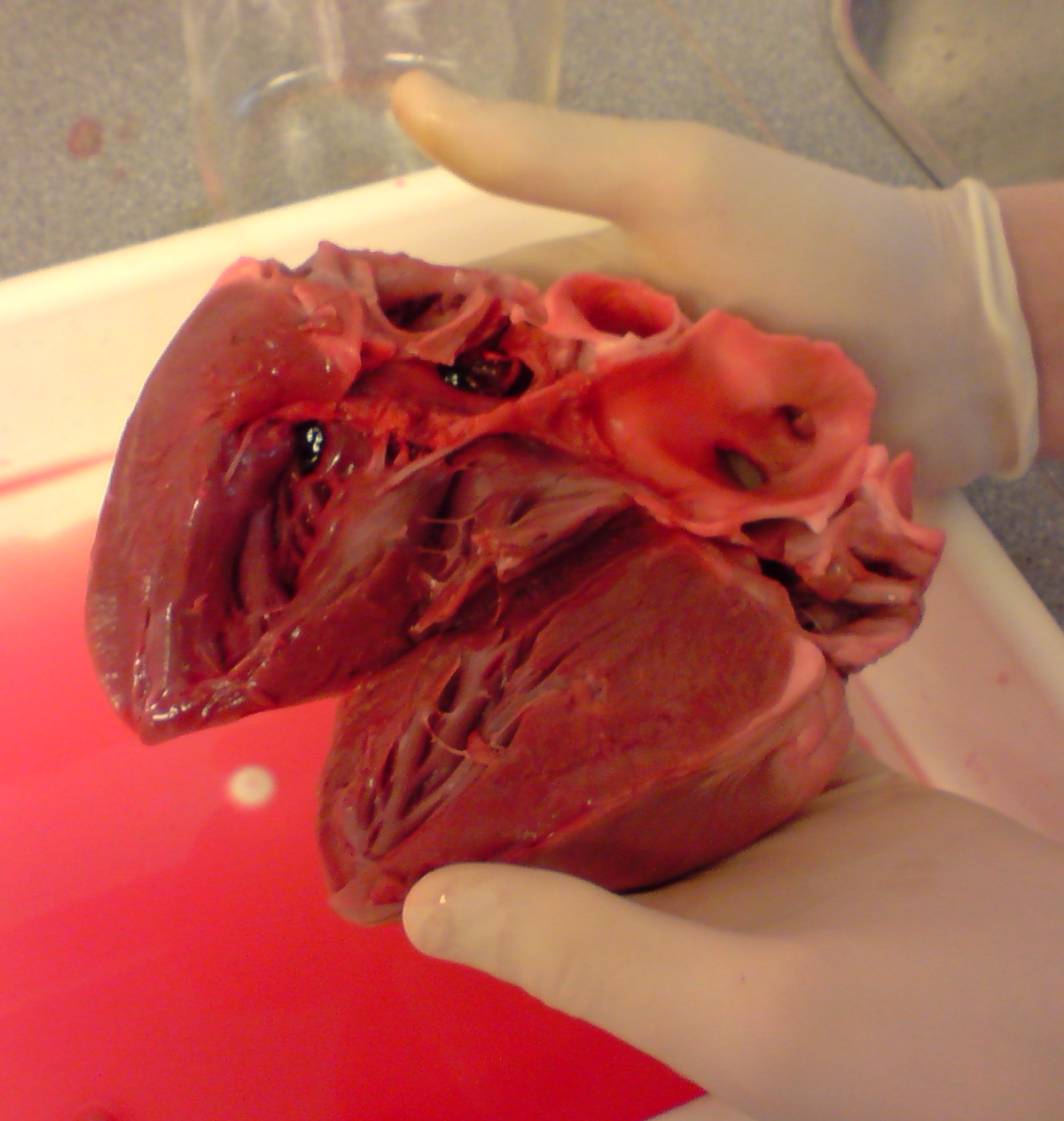
Nařezání srdce a posouzení vzhledu svaloviny myokardu patří k nedílné součásti veterinární prohlídky na jatkách s cílem zjistit přítomnost cysticerků (na obrázku srdce prasete bez patologických změn).

Preventivní opatření před infekcí T. saginata u lidí spočívá především na veterinární prohlídce poráženého skotu, tepelné úpravě hovězího masa či jeho mražením. Chovaný skot lze chránit před infekcí vajíčky tasemnice především důsledným čištěním odpadních vod a zamezením kontaminace pastvin, prostorů chovu a krmiv pro skot lidskými fekáliemi. Vakcína pro skot je ve vývoji.

### U lidí
Prohlídka jatečného skotu a masa v souvislosti s výskytem uhřivosti má relativně dlouhou historii. Již ze středověku jsou známé hygienické kodexy měst, kterými byl zakázán prodej uhřivého masa. Legislativně řešená prohlídka masa s ohledem na diagnostiku cysticerkózy skotu je známá např. v Německu od roku 1903. V současnosti se vyšetřování skotu na jatkách ve státech Evropské unie řídí dle Směrnice Rady 64/433/EEC o hygienických otázkách obchodu s čerstvým masem uvnitř Společenství, pozměněnou pozdější směrnicí 95/23/EC z 22. června 1995. S ohledem na cysticerkózu skotu je povinnost vyšetřit každý kus poráženého skotu starší 6 týdnů. Prohlídka mimo jiné zahrnuje naříznutí a vizuální posouzení vzhledu svaloviny jazyka, jícnu, hlubokých a povrchových žvýkacích svalů, bránice, srdce a osrdečníku. Právě tyto orgány jsou predilekční místa výskytu cysticerků T. saginata u skotu. Přesto je citlivost této metody některými autory odhadována jen na 10–50 %. Zejména při slabých infekcích proto může být cysticerkóza při veterinární prohlídce přehlídnuta. Dle nedávné studie, 6 přídatných řezů srdcem může citlivost vyšetření na jatkách zvýšit až dvojnásobně.
V případě nálezu boubelí během veterinární prohlídky na jednom z predilekčních míst musí veterinář provést tzv. diagnostické řezy (naplátkování velkých svalových celků – plece, kýty, kotlety/roštěnce, krkovice/vysokého roštěnce. V případě slabé infekce (do 20 cysticerků v celém jatečném těle) jsou z lidské spotřeby vyloučeny napadené části (např. srdce, jazyk) a zbylé tkáně lze využít ke spotřebě po úpravě chladem. Úprava chladem představuje mražení veškerého masa po dobu minimálně 10 dní a při teplotě −20 °C. Při silnější infekci (nad 20 cysticerků) je celé jatečné tělo konfiskováno.

#### Česky
- Výskyt uhřivosti skotu v okrese Semily
- Cysticerkóza skotu Archivováno 25. 7. 2020 na Wayback Machine.

#### Anglicky
- Taenia saginata in the small intestine (Video) - endoskopie tenkého střeva u pacientky s T. saginata (s anglickým komentářem)
- WHO/FAO/OIE Guidelines for the surveillance, prevention and control of taeniosis/cysticercosis Archivováno 10. 8. 2013 na Wayback Machine.